# Alberto Frigeri
Alberto Frigeri (San Felice sul Panaro, 6 settembre 1915 – ...) è stato un calciatore italiano, di ruolo centrocampista.

## Caratteristiche tecniche
Giocava come ala.

## Carriera
Esordisce diciottenne nel Bologna, con cui debutta in Serie A il 18 marzo 1934 sul campo del Padova. Colleziona 6 presenze e 2 reti tra il 1934 e il 1935, e in seguito rimane tra le riserve dei felsinei fino al 1937.
Nella stagione 1937-1938 milita nel Cagliari, che dopo sole 4 presenze al termine del campionato lo pone in lista di trasferimento.